# Ain't Too Proud to Beg
Ain´t Too Proud To Beg / Dance Little Sister je druhým singlem k albu It´s Only Rock 'n' roll rockové skupiny The Rolling Stones, který však nebyl nikdy vydán ve Velké Británii. Obě písně byly natočeny v roce 1974 ve studiu Island Recording Studios v Londýně, rané verze pocházejí z roku 1973 ze session v Musicland Studios v Mnichově. Singl vyšel 25.10.1974 v USA, kde dosáhl na 17. příčku. V Evropě vyšel o dva měsíce později. Obě písně vyšly na albu It´s Only Rock 'n' roll. Ain´t Too Proud To Beg je coververze skupiny The Temptations a jejími autory jsou Norman Whitfield a Eddie Holland, autory skladby Dance Little Sister jsou Mick Jagger a Keith Richard. K písni Ain´t Too Proud To Beg bylo natočeno promo video.
Základní informace:
A strana
"Ain´t Too Proud To Beg" (Whitfield / Holland) - 3:31
B strana
"Dance Little Sister" (Jagger / Richard) - 4:11